# آلفئوس

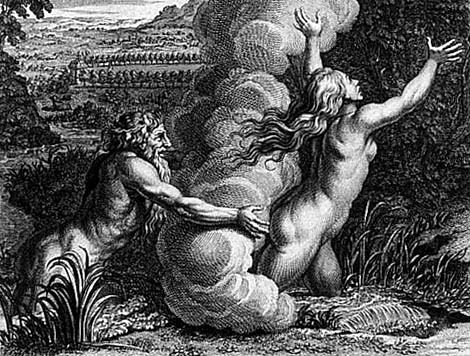
صحنه‌ای از داستان روایت شده توسط اووید که در آن آلفئوس در تلاش است که نیمف آرتوسا را بگیرد (نقاشی، اثری از برنار پیکار است).

آلفئوس (به انگلیسی: Alpheus) یا آلفیوس (Alpheios)، یک رود و همچنین نام یکی از خدایان رود در اساطیر یونانی است. این رود اساطیری متناظر رودی در یونان است که امروزه آلفیوس (به انگلیسی: Alfeios) نامیده می‌شود.
همانند بیشتر خدایان رود، آلفئوس پسر اوکئانوس و تتیس است. تلگون، دختر فاریس، پسری برای او به دنیا آورد که شاه اُرسیلُکوس نامیده شد. به این ترتیب، آلفئوس پدربزرگ دیوکلس و جد دو سرباز اساطیری، کرِتُن و اُرسیلُکوس است که توسط آینیاس در جریان جنگ تروآ به طرز فجیعی کشته شدند.
به گفتهٔ پوسانیاس، آلفئوس شیفتهٔ شکار بود و عاشق نیمفی به نام آرتوسا شد. آرتوسا برای دوری از او به اُرتیژیا گریخت و در آنجا خودش را به چاه آبی تبدیل کرد. آلفئوس نیز تبدیل به یک رود شد، که در پلوپونز جریان یافت و نزدیک دریای اُرتیژیا آبهای خود را به آبهای چاه آرتوسا پیوند داد.
این داستان توسط نویسندهٔ رومی، اووید، به گونه‌ای متفاوت روایت شده است: زمانی که آرتوسا مشغول استحمام در رود آلفئوس در آرکادیا بود، توسط خدای رود غافلگیر شده، مورد تعقیب قرار گرفت. با این وجود آرتمیس، نسبت به او احساس ترحم کرد و او را تبدیل به چاه آبی کرد که از زیرِ زمین به سمت جزیرهٔ اُرتیژیا جریان یافت.